# 298 Dywizja Piechoty (III Rzesza)
298 Dywizja Piechoty (niem. 298. Infanterie-Division) – niemiecka dywizja z czasów II wojny światowej, uczestniczyła w ataku na Związek Radziecki. Rozformowana po bitwie pod Stalingradem. 
Sformowana na poligonie Neuhammer na mocy rozkazu z 6 lutego 1940, w 8. fali mobilizacyjnej w VIII Okręgu Wojskowym. W związku z planowaną napaścią na Związek radziecki, skierowana do okupowanej Polski. Od 22 czerwca 1941 uczestniczyła w ataku na ZSRR. Walczyła m.in. w rejonie Charkowa i pod Izjum. W czasie bitwy pod Stalingradem przydzielona do pomocy włoskiej 8 Armii. Po stratach jakie zadała jej Armia Czerwona w czasie odwrotu znad Wołgi podjęto decyzję o jej rozwiązaniu. Resztki 298 DP wcielono do 387 Dywizji Piechoty.

## Dowódcy dywizji
- gen. mjr Walther Gräßner  6 II 1940 – 1 I 1942;
- gen. por. Arnold Szelinski 1 I 1942 – 27 XII 1942;
- gen. mjr Herbert Michälis 27 XII 1942 – 20 III 1943

## Struktura organizacyjna
Skład w lutym 1940:
- 525., 526. i  527. pułk piechoty, 298. pułk artylerii, 298. batalion pionierów, 298. oddział przeciwpancerny, 298. oddział łączności;

Skład w czerwcu 1941:
- 525., 526. i  527. pułk piechoty, 298. pułk artylerii, 298. batalion pionierów, 289. oddział rozpoznawczy, 298. oddział przeciwpancerny, 298. oddział łączności;